# Pokémon (Anime)
Zum Pokémon-Franchise produziert The Pokémon Company Filme und Serien, deren Handlung im losen Zusammenhang mit den Konsolenspielen steht und die von OLM animiert werden.

## Fernsehserie

### Handlung

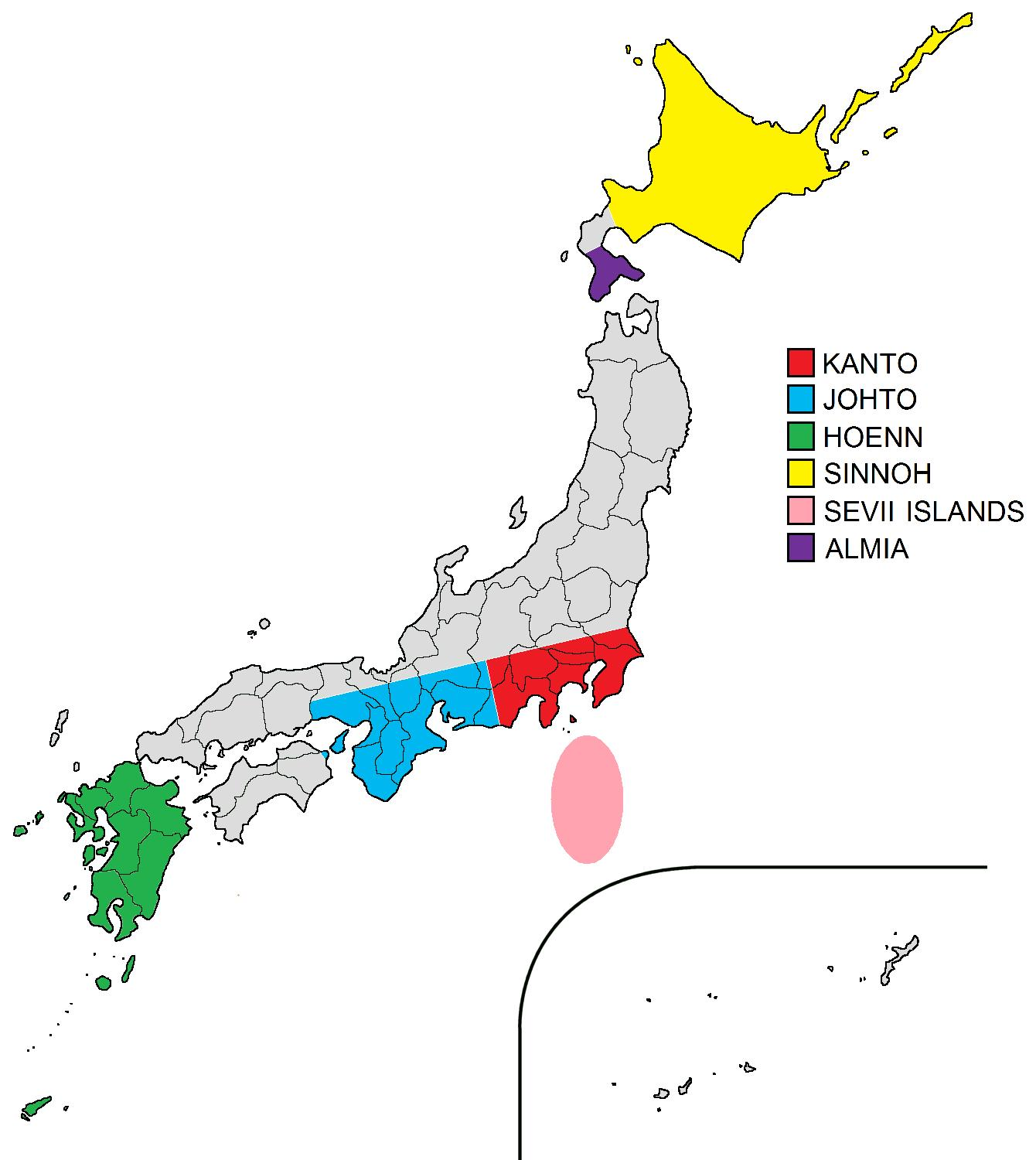
Die ersten Regionen aus Pokémon basieren auf der Geographie Japans.

Die Handlung basiert auf den Pokémon-Spielen. Der Hauptcharakter der Serie ist Ash Ketchum, der an den Helden der ersten japanischen Spiele angelehnt ist, jedoch nach offiziellen Angaben mit keinem Hauptreihen-Protagonisten identisch ist. Die erste Staffel orientiert sich an den Editionen Rot und Blau und spielt in Kanto (Kantō). Allerdings läuft sein erstes Pokémon Pikachu ihm nach, da es sich weigert, im Pokéball zu bleiben. Auf Basis des Animes, welches nach der Veröffentlichung der ersten beiden Spiele produziert wurde, entstand die Gelbe Edition. Später bereisen die Protagonisten auch die Region Johto (Kinki und Tōkai), die aus den Editionen Gold, Silber und Kristall bekannt ist. Erst als Ash die Regionen Hoenn (Kyūshū) aus Rubin, Saphir und Smaragd und Sinnoh (Hokkaidō) aus Diamant, Perl und Platin, bereist, wechseln seine Gefährten. Darauf folgt die Einall-Region, welche auf New York basiert. Zu ihr gehören die Spiele Schwarz, Weiß, Schwarz 2 und Weiß 2.
Die darauffolgende Region, Kalos, basiert auf Frankreich, zu welcher die Editionen X und Y gehören. Die Alola-Region aus den Spielen Sonne und Mond basiert auf Hawaii. Die Galar-Region aus den Spielen Schwert und Schild ist dem Vereinigten Königreich nachempfunden.
Ash möchte in den jeweiligen Regionen zum Pokémon-Meister werden. Um sich für die Endrunde zu qualifizieren, muss er in verschiedenen Städten gegen Arenaleiter kämpfen, um Orden zu gewinnen. Die Arenaleiter spezialisieren sich meist auf einen bestimmten Pokémon-Typ. Der Pokémon-Kampf im Anime wurde ebenfalls aus den Spielen übernommen. Auch das Fangen von Pokémon spielt für Ash eine große Rolle. Anders als die Helden der Spiele versucht er allerdings nicht, ein Pokémon jeder Art zu besitzen und seinen Pokédex zu vervollständigen, der im Anime nicht als ein wissenschaftliches Verzeichnis, sondern als ein elektronischer Reiseführer dient. Auf der Reise erleben Ash und seine Freunde allerlei Abenteuer, wobei meist in jeder Folge ein anderes, meist neues Pokémon thematisiert wird, welches für die Region und die zugrundeliegenden Editionen typisch ist.
Ebenfalls aus den Pokémon-Spielen übernommen wurden die Antagonisten aus den jeweiligen Organisationen, die Pokémon stehlen, wobei das Team Rocket aus den ersten Editionen durch die für das Anime erfundenen Charaktere Jessie, James und ein sprechendes Mauzi in fast jeder Folge vertreten wird. Auch diese Gruppe bereist gleichzeitig jede Region, die auch Ash Ketchum gerade besucht. Bis zur 14. Staffel ist es ihr Ziel, das Pikachu von Ash Ketchum zu stehlen, woran sie aber bei jedem Versuch scheitern.
Ab der sechsten Staffel spielen auch Pokémon-Wettbewerbe eine zentrale Rolle. Hierbei handelt es sich um Veranstaltungen, bei denen so genannte Pokémon-Koordinatoren gegeneinander antreten, um – analog zu den Orden der Arenakämpfe – Bänder zu gewinnen. Anders als im Pokémon-Kampf ist es dabei nicht das Ziel, den Gegner zu schwächen und zu besiegen, sondern eine möglichst ästhetische Vorstellung zu geben, die von Punktrichtern bewertet wird. Dies geschieht meist in einem Schaukampf gegen einen anderen Koordinator, in den Vorrunden müssen aber auch einzelne Pokémon antreten. An den Wettbewerben nehmen Ashs Begleiterinnen Maike und Lucia teil, wodurch diese einen größeren Anteil an der Handlung haben als Misty in den früheren Staffeln und auch ihre Charaktere tiefer dargestellt werden. Auch Jessie nimmt regelmäßig unter falschem Namen teil.

### Hauptcharaktere
Ash Ketchum (サトシ, Satoshi) ist über die ganze Serie hinweg 10 Jahre alt. Er möchte der größte Pokémon-Trainer der Welt werden, verschläft aber am Tag seiner Abreise und muss somit das anfangs sture Pokémon Pikachu an sich nehmen. Erst in einem Gewitter schließen er und Pikachu Freundschaft. In den ersten Staffeln ist Gary Eich, der ebenfalls der größte Pokémon-Trainer der Welt werden möchte, Ashs größter Rivale. In der Sinnoh-Region entsteht zu Paul eine ähnlich große Rivalität und in Einall wird Diaz zu seinem neuen Rivalen. Auf seiner Reise durch die Pokémon-Welt sammelt er in den verschiedenen Regionen Orden und tritt in den jeweiligen Ligen an. In jeder Staffel bekommt Ash einen Pokedex vom jeweiligen Professor vor Ort. Dieser Pokedex klärt ihn über das jeweilige Pokemon auf. In der 20. Staffel erhält Ash den Rotom-Pokédex, eine Verschmelzung mit dem Pokémon Rotom führt zu diesem lebendigen Begleiter in der Staffel. Auch gelingt es Ash, in jeder Staffel alle Starter-Pokémon der jeweiligen Region zu fangen.
Misty (カスミ, Kasumi) ist die erste Begleiterin von Ash (Staffel 1 bis 5). Eigentlich reiste sie nur mit ihm, damit Ash ihr zerstörtes Fahrrad ersetzen konnte. Doch nach einiger Zeit vergisst sie dies und es entsteht eine ganz besondere Freundschaft. Sie ist in Azuria City geboren, wo sie mit ihren Schwestern lebte, die wiederum die Arena der Stadt leiten. Jedoch hatten die Mädchen keine Zeit, um mit Ash zu kämpfen, so dass Misty gegen ihn antrat. Ihr Lieblingspokémontyp ist Wasser. Ab der Folge 50 besitzt sie Togepi, welches eine Mutter-Prägung auf Misty besitzt und sich in Folge 321 zu Togetic entwickelt. Nach der Entwicklung lässt Misty es frei. Misty hat zwei Gastauftritte in der siebten und drei Gastauftritte in der achten Staffel. Im Game-Boy-Spiel war sie die Arenaleiterin von Azuria City, hatte aber sonst keine weitere Bedeutung.
Rocko (タケシ, Takeshi) war mit Ausnahme der zweiten bis zur 13. Staffel dabei. Er war Leiter der Arena in Marmoria City und wuchs mit einer Vielzahl von Geschwistern auf. Für diese war er auch lange verantwortlich, da der Vater abwesend war. Als dieser schließlich zurückkehrte, entschloss sich Rocko, Ash und Misty zu begleiten. Sein Lieblingstyp sind die Gesteinspokémon. Eigentlich ist er der ernste, immer Rat wissende Partner, doch wenn eine schöne Frau den Raum betritt wird er sofort schwach und verspricht dem Mädchen stets seine ewige Liebe. Dann muss entweder Misty, Max oder Glibunkel (je nach Staffel) ihn wieder zur Besinnung bringen. Rockos Traum ist es, eines Tages ein großer Pokémon-Züchter zu werden. Nach den Sinnoh-Reisen entscheidet er sich dafür, Pokémon-Arzt zu werden. Auch er kam bereits im Game-Boy-Spiel vor, ebenfalls als Arenaleiter von Marmoria City.
Gary Eich (オーキド・シゲル, Ōkido Shigeru) ist der erste Erzrivale von Ash und Enkel des Pokémon-Professors Eich. Obwohl er Ash anfangs oft verspottet und auslacht, wird er zunehmend hilfsbereiter und netter, besonders in den späteren Staffeln wirkt er wesentlich reifer als zu Beginn. Am Anfang seiner Reise begleiten ihn eine Reihe Cheerleader, die in späteren Staffeln aber nicht mehr vorkommen. Schließlich gibt er seinen Traum, bester Pokémon-Trainer zu werden, auf, und widmet sich wie sein Großvater der Pokémon-Forschung. Auch im Game-Boy-Spiel übernimmt er die Rolle des Rivalen.
Professor Samuel Eich (オーキド・ユキナリ, Ōkido Yukinari) ist der führende Experte in der Pokémon Welt. Neben seiner Forschung ist er auch ein talentierter Dichter und trat schon des Öfteren im Fernsehen auf. Er lebt in Alabastia, der Stadt in der auch Ash aufwuchs, und passt im Labor auch auf Ashs Pokémon auf, die gerade nicht im Team sind.
Tracey Sketchit (ケンジ, Kenji) ist ein Pokémon-Beobachter und großer Bewunderer von Professor Eich. Er kennt sich sehr gut mit Pokémon und deren Verhalten aus, außerdem kann er sehr gut zeichnen. Ash und Misty lernten ihn, beim Versuch ein Lapras zu retten, kennen. Fortan reist er in der zweiten Staffel mit ihnen durch den Orange-Archipel. Als er mit Ash nach Alabastia zurückkehrt, bleibt er bei Professor Eich und wird dessen Assistent, so dass er auch in den späteren Staffeln gelegentlich zu sehen ist. In den Spielen kommt Tracey nicht vor.
Maike (ハルカ, Haruka) begleitet Ash von der sechsten bis zur neunten Staffel. Anfangs interessiert sie sich kaum für Pokémon, ihr gefällt aber die Idee, durch die Welt zu reisen, weshalb sie Trainerin wird. Als erstes Pokémon sucht sie sich Flemmli aus. Wie bei Misty wird auch ihr Fahrrad aus Versehen zerstört, weshalb sie sich Ash anschließt. Erst als sie die Wettbewerbe für sich entdeckt, wächst ihre Liebe zu den Pokémon. Schließlich ist es ihr größter Traum, eine berühmte Pokémon-Koordinatorin zu werden. Sie gerät oft in Streit mit ihrem Bruder Max, der sie oft verbessert und kritisiert. Wie Ash hat auch Maike einige Rivalen (Drew und Harley). Sie hat einen mehrere Folgen umfassenden Gastauftritt in der elften Staffel. In den Game-Boy-Editionen Rubin/Saphir/Smaragd ist sie die weibliche Hauptfigur.
Max (マサト, Masato) ist der Bruder von Maike und begleitet Ash von der sechsten bis zur neunten Staffel. Er gerät mit seiner Schwester oft in Streit, meist jedoch, weil sie sich um ihn sorgt. Er weiß viel über Pokémon, ist aber am Anfang noch zu jung, um selbst Trainer zu werden.
Lucia (ヒカリ, Hikari) ist eine Trainerin und Pokémon-Koordinatorin, die Ash zusammen mit Rocko ab der zehnten Staffel begleitet. Als Koordinatorin tritt sie in die Fußstapfen ihrer Mutter, die in ihren jüngeren Jahren ebenfalls eine erfolgreiche Koordinatorin gewesen ist. Als erstes Pokémon wählt Lucia Plinfa aus, welches sich nur selten im Pokéball aufhält. Im Gegensatz zu Maike, welche anfangs noch naiv und hilflos wirkt, ist sie sehr selbstbewusst, wozu vor allem ihre Mutter beigetragen hat. In den Nintendo-DS-Editionen Diamant/Perl/Platin ist sie die weibliche Hauptfigur.
Lilia (アイリス, Airisu) ist die neue Begleiterin von Ash ab der 14. Staffel. Ash lernt sie in der Einall-Region kennen. Das besondere an Lilia ist, dass sie ihr Pokémon Milza nicht im Pokéball, sondern in ihren Haaren mit sich trägt. Dies ist auch der Grund für die erste Begegnung zwischen ihr und Ash; er wollte ursprünglich den Pokéball nach dem Milza werfen, welches sich in Lilias Haaren befand. Lilias Ziel ist es, eine Drachenmeisterin zu werden. Von der Ältesten ihres Dorfes erhielt sie Milza, um es auf ihrer Reise zu trainieren und so ihrem Ziel näher zu kommen. Lilia basiert auf der Arenaleiterin von Twindrake City der Weißen Edition des neuen Nintendo-DS-Spiels.
Benny (デント, Dento) ist ein Pokémon-Kenner und einer der Arenaleiter von Orion City. Er begleitet Ash ab der 14. Staffel in Einall. Nachdem Ash gegen Benny gekämpft hat, ist dieser beeindruckt davon, wie Ash die Kämpfe gegen seine Brüder und ihn bestritten hat. Benny ist davon überzeugt, dass er von Ash noch viel lernen kann und entscheidet sich mit ihm und Lilia zu reisen. Bennys Ziel ist es, der beste Pokémon-Kenner der Welt zu werden. Wie im Anime ist Benny auch in den DS-Editionen Schwarz/Weiß einer der Arenaleiter von Orion City.
Serena (セレナ, Serena) ist Ashs Begleiterin in der Kalos-Region. Sie kennt Ash noch aus ihrer Kindheit und beginnt zunächst nur seinetwegen ihre Reise. Die beiden lernten sich in einem Sommercamp von Professor Eich kennen, als Ash Serena überzeugte, das Camp durchzuziehen. Nachdem sie zu Ash und seiner Gruppe dazugestoßen ist, weiß sie anfangs nicht genau, was ihr Ziel auf der Reise werden soll, bis sie sich entschließt, Pokémon-Performerin und die Königin von Kalos zu werden. In den Nintendo-3DS-Spielen X und Y ist sie entweder die Protagonistin oder eine Rivalin des Protagonisten.
Citro (シトロン, Shitoron) begleitet Ash ab der 17. Staffel auf seiner Reise durch die Kalos-Region. Er war eigentlich der Arenaleiter von Illumina City, wurde aber von einem selbstgebauten Roboter aus seiner Arena geworfen. Er entscheidet sich mit Ash zu reisen, da er von ihm als Trainer und der Art, mit seinen Pokémon umzugehen beeindruckt ist und hofft, dadurch stärker zu werden. In den 3DS-Spielen X/Y ist er ebenfalls der Arenaleiter von Illumina City.
Heureka (ユリーカ, Yurīka) ist Citros kleine Schwester, die sich Ash zusammen mit ihrem Bruder auf dessen Reise durch Kalos anschließt. Sie ist noch zu jung um eigene Pokémon zu besitzen, deshalb fängt Citro ihr Pokémon, um die sie sich kümmern kann. So fängt Citro zu Beginn der Reise ein Dedenne, das Heureka in ihrer Tasche trägt. Auch in den 3DS-Editionen X/Y kommt sie als Schwester von Citro vor.
Tracy (スイレン, Suiren) ist eine Trainerin der Alola-Region und Schülerin der Pokémon-Schule. Die Wasser-Pokémon-Liebhaberin ist sehr fürsorglich, da sie zwei jüngere Schwestern hat. Außerdem ist sie eine passionierte Anglerin und erforscht gerne das Meer. In den 3DS-Spielen Sonne/Mond sowie Ultrasonne/Ultramond ist sie ebenfalls Captain.
Lilly (リーリエ, Lilie) ist ebenfalls eine Schülerin der Pokémon-Schule. Anfangs noch sehr schüchtern und mit der Angst, Pokémon zu berühren, entwickelt sie sich im Laufe der Serie zu einem selbstbewussten Mädchen mit einem umfangreichen Pokémon-Wissen. Ihre Mutter ist die Leiterin der Æther Foundation, eine Organisation, die sich um verletzte Pokémon kümmert und ihr Vater ist ein verschollener Ultrapforten-Forscher. Lilly und ihre Familie haben sich am Ende der Serie dazu entschlossen, nach dem Vater zu suchen. Während sie sich im Spiel auf Pokémon des Feen-Typs spezialisiert, besitzt sie im Anime nur ein Alola-Vulpix, genannt Flöckchen, vom Typ Eis. In den 3DS-Spielen Sonne/Mond sowie Ultrasonne/Ultramond ist sie die Protagonistin.
Chrys (マーマネ, Mamane) ist ein Trainer aus Alola, der sich auf Pokémon vom Typ Elektro spezialisiert. Er ist auch ein Schüler der Pokémon-Schule mit großem Fachwissen in Technik und Informatik. Er ist übergewichtig, verfressen und ängstlich, verfolgt aber immer mit großer Anstrengung sein Ziel, Astronaut zu werden. In den 3DS-Spielen Sonne/Mond sowie Ultrasonne/Ultramond nimmt er die, wie fast alle Sonne/Mond-Charaktere, Rolle des Captains ein.
Maho (マオ, Mao) ist wie Tracy, die sie seit langem kennt, eine Trainerin der Alola-Region und besucht wie Ash dort die Pokémon-Schule. Sie hat sich auf Pflanzen-Pokémon spezialisiert und kocht mit Anerkennung leidenschaftlich gern. Ihre Familie betreibt das Restaurant in Hauholi City. Sie gilt als sehr freundlich, ist aber auch extrem voreilig. In den 3DS-Spielen Sonne/Mond sowie Ultrasonne/Ultramond kommt sie als Captain vor.
Kiawe (カキ, Kaki) ist ein Trainer aus Alola und Feuer-Pokémon-Spezialist. Er besucht ebenfalls die Pokémon-Schule und ist zugleich als Lieferant seiner Familienfarm auf Akala tätig. Er ist recht reserviert, aber auch ein treuer Freund. Mit Ash ist er befreundet, jedoch auch ein harter Rivale. Die meisten Kämpfe gegen Ash verliert er, auch wenn er ein leidenschaftlicher Kämpfer ist. In den 3DS-Spielen Sonne/Mond sowie Ultrasonne/Ultramond erscheint er als Captain.
Goh (ゴウ, Gō) ist ein Trainer aus Kanto und Begleiter von Ash von Staffel 23 bis 25, dessen Ziel es ist ein Exemplar von jedem Pokémon zu fangen, so auch das Pokémon Mew, welchem er als Kind einst begegnet ist und sein erstes Pokémon werden sollte. Als er eines Tages genau wie Ash einem Lugia begegnet, berichten sie dem aus Kanto stammenden Professor Kirsch davon, der den beiden anbietet ihn als wissenschaftliche Mitarbeiter zu unterstützen. Er schickt sie fortan auf verschiedene Missionen in die unterschiedlichsten Regionen.
Paul (シンジ, Shinji) ist ein Trainer, der, wie Ash, alle acht Sinnoh-Orden sammeln und in der Sinnoh-Liga antreten will. Um dieses Ziel zu erreichen, ist ihm jedes Mittel recht, ganz egal, ob seine Pokémon dabei leiden müssen. Schon bei der ersten Begegnung mit Ash entsteht, wegen ihrer unterschiedlichen Ansichten der Pokémon-Aufzucht, eine große Rivalität. Seitdem kämpfen die beiden bei jedem Treffen, um herauszufinden, wer von beiden der Stärkere ist. Meist geht dabei Paul als Sieger hervor, bei ihrem letzten Kampf in der Sinnoh-Liga kann Ash jedoch über Paul siegen.
Diaz (シューティー, Shūtī) ist ein Trainer der Einall-Region. Als Ash in Einall eintrifft, beginnt dieser gerade seine Reise und holt sich bei Professor Esche sein erstes Pokémon sowie Pokébälle und den Pokédex ab. Kurz darauf kämpfen Diaz und Ash gegeneinander, wobei Diaz den Kampf gewinnt. Diaz wird schnell zu einem Rivalen für Ash. Sie treffen im Laufe der Zeit immer wieder aufeinander und fordern sich heraus. Aus ihren Kämpfen geht meist Diaz als Sieger hervor. Er möchte genau wie Ash an der Einall-Liga teilnehmen und sammelt dafür alle acht Orden der Region.
Team Rocket (ロケット団, Roketto-dan) ist der Name einer großen Verbrecherorganisation, die in der Kanto-Region ihren ersten Auftritt hat. Ihr Ziel ist es, die Weltherrschaft mit Hilfe einer Pokémon-Armee zu erlangen. Sie wird hauptsächlich durch Jessie (ムサシ, Musashi), James (コジロウ, Kojirō) und ein sprechendes Mauzi (ニャース, Nyāsu) in jeder Region vertreten. Diese drei stellen die Hauptantagonisten der Serie dar und kommen von der zweiten Folge bis zum Ende der 13. Staffel – mit Ausnahme von Folge 395, die nur in Japan ausgestrahlt wurde – in jeder Episode vor. Ihr Hauptziel ist es, Pikachu zu stehlen, doch auch auf die Pokémon der Personen, denen Ash und Co. in den einzelnen Folgen begegnen, haben sie es in vielen Fällen abgesehen. Dies gelingt ihnen anfangs (mit Hilfe verschiedenster Roboter und anderen High-Tech-Geräten) zwar oft, allerdings schaffen es Ash und seine Freunde letztendlich immer, Team Rockets Pläne zu vereiteln und die Pokémon zu retten. Ab der 14. Staffel verhalten sie sich zeitweise disziplinierter und professioneller und tauchen auch nicht mehr in jeder Folge auf.

### Entwicklung der Serie
Am 1. April 1997 lief die erste Folge der Fernsehserie, die auf den 1996 erschienenen Videospielen basieren sollte, auf dem japanischen Fernsehsender TV Tokyo. Diese Episode konzentriert sich auf den zehnjährigen Ash Ketchum aus Alabastia, der mit Verspätung beim Wissenschaftler Professor Eich ankommt, um sein erstes Pokémon abzuholen und gemeinsam mit diesem auf eine beschwerliche Reise in die Welt zu gehen, um viele Erfahrungen zu sammeln und mehr über die Pokémon herauszufinden. Pokémon sind tierische Wesen, die es in verschiedenster Gestalt gibt, und die von Menschen oft für Kämpfe benutzt werden. Ash erhält ein Pikachu, eine noch ungezähmte, elektrische Maus, die sich zunächst nicht mit seinem neuen Besitzer anfreunden will. Im Verlauf der Serie werden Ash und Pikachu allerdings gute Freunde, die sich gegen einige Bösewichte, allen voran die Verbrecherorganisation Team Rocket, zur Wehr setzen müssen. Auf seiner Reise kann Ash noch viele weitere Pokémon fangen und Freundschaft mit anderen Pokémon-Trainern wie Rocko und Misty schließen, während er versucht, seinen Rivalen Gary einzuholen.
Bis zum 16. Dezember 1997 wurden 38 Episoden der Animeserie mit großem Erfolg im japanischen Fernsehen ausgestrahlt. Die 39. Episode handelt davon, dass Pikachu auf eine große Gruppe wild lebender Pikachus trifft und überglücklich ist, Zeit mit seinen Artgenossen zu verbringen. Ash will sein erstes Pokémon zurücklassen und alleine weiterziehen, doch Pikachu entscheidet sich, bei Ash zu bleiben. Vom 16. April 1998 bis zum 14. November 2002 strahlte man die Episoden 39 bis 276 aus. Diese 276 Episoden werden oft in fünf Staffeln eingeteilt. Die erste Staffel umfasst die Episoden 1 bis 82 und trägt den Titel Indigo-Liga. Die Handlung basiert auf den Editionen Rot und Blau. Die Edition Gelb (Special Pikachu Edition) basiert dafür teilweise auf dem Anime. Jede der fünf Staffeln hat ein eigenes Titellied. Teilweise werden beim Beginn der Staffeln neue Hauptfiguren vorgestellt, wie etwa die Figur des Tracey Sketchit in der zweiten Staffel Orange-Liga. Die weiteren Staffeln sind Die Johto Reisen, Die Johto Liga Champions und Master Quest. Sie sind den Editionen Gold, Silber und Kristall nachempfunden.
Vom 21. November 2002 bis zum 14. September 2006 lief eine zweite Fernsehserie auf Basis der Editionen Rubin, Saphir und Smaragd. Die als Pocket Monsters: Advanced Generation (ポケットモンスター　アドバンスジェネレーション) betitelte Fernsehserie ist eine Fortsetzung der Handlung der Vorgängerserie, hat jedoch einige kleinere Änderungen. Die dritte Fernsehserie lief, basierend auf den Pokémon-Spielen Diamant und Perl, unter dem Titel Pocket Monsters: Diamond & Pearl (ポケットモンスター　ダイヤモンド＆パール) vom 28. September 2006 bis 9. September 2010 und beinhaltet die Staffeln 10 bis 13. Gemeinsam umfassen die drei Serien 659 Episoden.
Vom 23. September 2010 bis zum 26. September 2013 war in Japan die vierte Fernsehserie unter dem Titel Pocket Monsters: Best Wishes! (ポケットモンスター ベストウイッシュ) zu sehen. Sie basiert auf den Editionen Schwarz und Weiß. Am 21. Juni 2012 startete eine zweite Staffel der vierten Fernsehserie unter dem Titel Pocket Monsters: Best Wishes! Season 2 (ポケットモンスター ベストウイッシュ シーズン2), welche sich mehr an den Fortsetzungen der Editionen Schwarz 2 und Weiß 2 orientiert. Außerhalb Japans zählen die Staffeln 14 bis 16 zu der Serie. Die deutschsprachige Erstausstrahlung der 16. Staffel erfolgte im Pay-TV von August 2013 bis Januar 2014 auf Disney XD und im Free-TV vom 5. September 2013 bis zum 4. Februar 2014 auf dem neuen Free-TV-Sender ProSieben Maxx.
Eine fünfte Fernsehserie war vom 17. Oktober 2013 bis zum 27. Oktober 2016 unter dem Titel Pocket Monsters: XY (ポケットモンスター XY) zu sehen. Diese Serie basiert auf den Editionen X und Y, welche weltweit am 12. Oktober 2013 erschienen. Eine Vorschau auf die neue Serie, die außerhalb Japans mit der 17. Staffel beginnt, zeigte ProSieben Maxx am 19. Oktober 2013 in deutschsprachiger Erstausstrahlung. Die komplette 17. Staffel war vom 3. April bis zum 5. Dezember 2014 auf dem Pay-TV-Sender Disney XD in deutschsprachiger Erstausstrahlung zu sehen. Die Ausstrahlung im Free-TV erfolgte vom 17. April 2014 bis zum 16. Februar 2015 auf ProSieben Maxx. Im Mai 2015 setzte Disney XD die Erstausstrahlung der 18. Staffel fort, während die Ausstrahlung im Free-TV ab dem 18. Juli 2015 Nick übernahm. Die Erstausstrahlung der 19. Staffel erfolgte hingegen bei Nick, der diese im Anschluss an die 18. Staffel ab dem 28. Mai 2016 zeigte.
Am 17. November 2016 startete die sechste Fernsehserie Pocket Monsters: Sun & Moon (ポケットモンスター　サン＆ムーン). Sie basiert auf den einen Tag später, am 18. November 2016, erschienenen Editionen Sonne und Mond. Eine Vorschau der ersten beiden Folgen war am 20. November 2016 auf Nick zu sehen sowie bereits am 19. November 2016 auf Nick Schweiz und Nick Austria. Die Erstausstrahlung der 20. Staffel wurde ab dem 29. April 2017 auf dem Pay-TV-Sender Disney XD gezeigt. Im Free-TV wurde sie ab dem 6. Mai 2017 von Nick ausgestrahlt. Die Episoden der Staffel wurden je nach Sendeplan entweder auf Nick oder Disney XD erstausgestrahlt. Im Anschluss an das Ende auf Nick erfolgt ebenda seit dem 10. März 2018 die Erstausstrahlung der 21. Staffel. Die Erstausstrahlung der 22. Staffel sendete beginnend mit Folge 3 ab dem 27. April 2019 der Free-TV-Sender Super RTL. Die deutschsprachige Erstveröffentlichung erfolgte jedoch bereits ab dem 18. April 2019 auf dem kostenpflichtigen Videoportal kividoo sowie teilweise bei toggo.de und Prime Video.
Die siebte Fernsehserie begann in Japan am 17. November 2019 unter dem einfachen Titel Pocket Monsters (ポケットモンスター), also genau wie die erste Serie. Dabei wird für die Serie im Japanischen auch nicht mehr das grünfarbige Logo – wie in den vorangegangenen Serien – verwendet, sondern das neue blaufarbige, welches schon beim 20. und 21. Film eingesetzt wurde. Das besondere an dieser Serie ist zudem, dass sie erstmals nicht nur auf der neuen Region und den dazugehörigen Spielen basiert, sondern alle bisherige Regionen eine Rolle spielen und von Ash und seinem Begleiter, Goh, bereist werden. Unter dem deutschen Titel Pokémon Reisen: Die Serie erfolgt seit dem 5. Juli 2020 die Ausstrahlung im Free-TV bei Super RTL, wobei Kividoo bereits Ende Juni 2020 mit der Veröffentlichung begann. Für die englische Version hat sich erstmals ein Streaming-Anbieter die Lizenz für die Vereinigten Staaten exklusiv gesichert. Netflix veröffentlichte am 12. Juni 2020 die ersten zwölf Episoden der Staffel und fügt vierteljährlich neue Episoden hinzu.
Am 14. April 2023 startete in Japan die achte Fernsehserie Pocket Monsters: Liko und Rorys Aufbruch (ポケットモンスター リコとロイの旅立ち Poketto Monsutā: Riko to Roi no Tabidachi). Dies ist die erste Serie des Animes, in der Ash Ketchum nicht mehr der Hauptcharakter der Serie ist, sondern Liko und Rory. Auch diese Serie soll nicht nur auf der neuen Region, Paldea, aus den neuen Editionen Karmesin und Purpur basieren, sondern im Verlauf wieder in allen bisherigen Regionen spielen.

### Übersicht der Staffeln
| Staffel | Titel                                                  | Episoden- anzahl A | Episoden- anzahl A | Erstausstrahlung Japan | Erstausstrahlung Japan | Deutschsprachige Erstveröffentlichung | Deutschsprachige Erstveröffentlichung | Erstveröffentlichung USA | Erstveröffentlichung USA |
| Staffel | Titel                                                  | Episoden- anzahl A | Episoden- anzahl A | Staffelpremiere        | Staffelfinale          | Staffelpremiere                       | Staffelfinale                         | Staffelpremiere          | Staffelfinale            |
| ------- | ------------------------------------------------------ | ------------------ | ------------------ | ---------------------- | ---------------------- | ------------------------------------- | ------------------------------------- | ------------------------ | ------------------------ |
| 1       | Indigo-Liga                                            | 82 (79)            | 82 (79)            | 1. Apr. 1997           | 21. Jan. 1999          | 1. Sep. 1999                          | 29. Feb. 2000                         | 8. Sep. 1998             | 27. Nov. 1999 B          |
| 2       | Orange-Liga                                            | 36                 | 36                 | 28. Jan. 1999          | 7. Okt. 1999           | 1. Mär. 2000                          | 1. Mai 2001                           | 4. Dez. 1999             | 14. Okt. 2000            |
| 3       | Die Johto Reisen                                       | 41                 | 41                 | 14. Okt. 1999          | 27. Juli 2000          | 17. Mai 2001                          | 7. Nov. 2001                          | 14. Okt. 2000            | 11. Aug. 2001            |
| 4       | Die Johto Liga Champions                               | 52                 | 52                 | 3. Aug. 2000           | 2. Aug. 2001           | 12. Mär. 2002                         | 2. Okt. 2002                          | 18. Aug. 2001            | 7. Sep. 2002             |
| 5       | Master Quest                                           | 65 (64)            | 65 (64)            | 9. Aug. 2001           | 14. Nov. 2002          | 25. Aug. 2003                         | 7. Juni 2004                          | 14. Sep. 2002            | 25. Okt. 2003            |
| 6       | Advanced                                               | 40                 | 40                 | 21. Nov. 2002          | 28. Aug. 2003          | 18. Aug. 2003                         | 2. Aug. 2004                          | 15. Mär. 2003            | 4. Sep. 2004             |
| 7       | Advanced Challenge                                     | 52                 | 52                 | 4. Sep. 2003           | 2. Sep. 2004           | 9. Sep. 2005                          | 24. Nov. 2005                         | 11. Sep. 2004            | 10. Sep. 2005            |
| 8       | Advanced Battle                                        | 53 (52) C          | 53 (52) C          | 9. Sep. 2004           | 29. Sep. 2005          | 26. Sep. 2006                         | 8. Dez. 2006                          | 17. Sep. 2005            | 8. Juli 2006             |
| 9       | Battle Frontier                                        | 47                 | 47                 | 6. Okt. 2005           | 14. Sep. 2006          | 2. Aug. 2007                          | 9. Okt. 2007                          | 8. Sep. 2006             | 3. Mär. 2007             |
| 10      | Diamond and Pearl                                      | 52 (51)            | 52 (51)            | 28. Sep. 2006          | 25. Okt. 2007          | 27. Mai 2008                          | 7. Aug. 2008                          | 20. Apr. 2007            | 1. Feb. 2008             |
| 11      | DP: Battle Dimension                                   | 52                 | 52                 | 8. Nov. 2007           | 4. Dez. 2008           | 18. Feb. 2009                         | 6. Mai 2009                           | 12. Apr. 2008            | 2. Mai 2009              |
| 12      | DP: Galactic Battles                                   | 53 (52)            | 53 (52)            | 4. Dez. 2008           | 24. Dez. 2009          | 29. Mär. 2010                         | 18. Juni 2010                         | 9. Mai 2009              | 15. Mai 2010             |
| 13      | DP: Sieger der Sinnoh-Liga                             | 34                 | 34                 | 7. Jan. 2010           | 9. Sep. 2010           | 21. Feb. 2011                         | 24. Apr. 2011                         | 5. Juni 2010             | 5. Feb. 2011             |
| 14      | Schwarz & Weiß                                         | 48 D               | 48 D               | 23. Sep. 2010          | 15. Sep. 2011          | 1. Mai 2011                           | 17. Jan. 2012                         | 12. Feb. 2011            | 7. Jan. 2012             |
| 15      | Schwarz & Weiß: Rivalen des Schicksals                 | 49                 | 49                 | 22. Sep. 2011          | 4. Okt. 2012           | 2. Apr. 2012                          | 10. Feb. 2013                         | 18. Feb. 2012            | 26. Jan. 2013            |
| 16A     | Schwarz & Weiß: Abenteuer in Einall                    | 45                 | 25                 | 11. Okt. 2012          | 18. Apr. 2013          | 19. Aug. 2013                         | 4. Sep. 2013                          | 2. Feb. 2013             | 20. Juli 2013            |
| 16B     | Schwarz & Weiß: Abenteuer in Einall und darüber hinaus | 45                 | 20                 | 25. Apr. 2013          | 26. Sep. 2013          | 4. Sep. 2013                          | 10. Jan. 2014                         | 27. Juli 2013            | 7. Dez. 2013             |
| 17      | XY                                                     | 48                 | 48                 | 17. Okt. 2013          | 30. Okt. 2014          | 19. Okt. 2013                         | 5. Dez. 2014                          | 19. Okt. 2013            | 20. Dez. 2014            |
| 18      | XY – Erkundungen in Kalos                              | 45 E               | 45 E               | 13. Nov. 2014          | 22. Okt. 2015          | 2. Mai 2015                           | 8. Mär. 2016                          | 7. Feb. 2015             | 19. Dez. 2015            |
| 19      | XYZ                                                    | 47 (48) F          | 47 (48) F          | 29. Okt. 2015          | 27. Okt. 2016 F        | 28. Mai 2016                          | 4. Mär. 2017 F                        | 20. Feb. 2016            | 21. Jan. 2017 F          |
| 20      | Sonne & Mond                                           | 43                 | 43                 | 17. Nov. 2016          | 21. Sep. 2017          | 19. Nov. 2016                         | 3. Mär. 2018                          | 20. Nov. 2016            | 9. Dez. 2017             |
| 21      | Sonne & Mond – Ultra-Abenteuer                         | 49 (48)            | 49 (48)            | 5. Okt. 2017           | 14. Okt. 2018          | 10. Mär. 2018                         | 1. Apr. 2019                          | 24. Mär. 2018            | 23. Feb. 2019            |
| 22      | Sonne & Mond – Ultra-Legenden                          | 54                 | 54                 | 21. Okt. 2018          | 3. Nov. 2019           | 18. Apr. 2019                         | 3. Mai 2020                           | 23. Mär. 2019            | 7. Mär. 2020             |
| 23      | Reisen                                                 | 48                 | 48                 | 17. Nov. 2019          | 4. Dez. 2020           | 24. Juni 2020                         | 28. Mai 2021                          | 12. Juni 2020            | 5. Mär. 2021             |
| 24      | Meister-Reisen                                         | 42                 | 42                 | 11. Dez. 2020          | 10. Dez. 2021          | 27. Aug. 2021                         | 1. Juni 2022                          | 10. Sep. 2021            | 26. Mai 2022             |
| 25      | Ultimative Reisen                                      | 57 (53/54) G       | 57 (53/54) G       | 17. Dez. 2021          | 24. Mär. 2023 G        | 1. Aug. 2022                          | 2. Okt. 2023 G                        | 21. Okt. 2022            | 8. Sep. 2023 G           |
| 26      | Horizonte                                              | 45                 | 45                 | 14. Apr. 2023          | 29. Mär. 2024          | 2. Feb. 2024                          | 18. Okt. 2024                         | 7. Mär. 2024             | 22. Nov. 2024            |
| 27      | Horizonte: Staffel 2 – Die Suche nach Laqua            |                    |                    | 12. Apr. 2024          |                        | 21. Feb. 2025                         |                                       | 7. Feb. 2025             |                          |

### Pokémon außerhalb Japans
Nachdem die Serie bereits im Dezember 1997 in Südkorea angelaufen war, hatte Pokémon seine US-amerikanische Erstausstrahlung am 8. September 1998. Dabei wurde eine umfangreiche Zensur vorgenommen, die eine Ersetzung beinahe aller Namen zu US-amerikanischen beinhaltete, aber auch kulturelle Anpassungen wurden vorgenommen. So werden beispielsweise japanische Onigiri unter verschiedenen Bezeichnungen etwa Donuts oder (Eiscreme-)Sandwiches genannt. Die US-amerikanische Fassung der Serie von 4Kids Entertainment wurde in zahlreiche Länder verkauft. So auch nach Deutschland, wo die Serie am 1. September 1999 auf dem Fernsehsender RTL II zum ersten Mal ausgestrahlt wurde.
Drei Folgen der ersten Staffel wurden bislang nicht im US-amerikanischen und/oder deutschen Fernsehen ausgestrahlt. Die Gründe dafür sind: Die erste der drei Folgen zeigt den Bösewicht James vom Team Rocket als Transvestit, die zweite zeigt das Pokémon Mauzi vom Team Rocket mit einem Bart, ähnlich dem von Adolf Hitler. Zudem wurde auch Waffengewalt gegen Menschen und Pokémon eingesetzt. Die dritte Episode wurde nicht ausgestrahlt, da sie eine Szene mit einem schnellen Wechsel der Farben Rot und Blau enthält und dies bei der Ausstrahlung in Japan epileptische Anfälle bei Kindern auslöste. Die Folge 18 der ersten Staffel, die James vom Team Rocket als Transvestit zeigt, wurde später im US-amerikanischen Fernsehen, während einer Wiederholung (allerdings im Nachtprogramm) in einer geschnittenen Version ausgestrahlt, wobei die Szene mit James und seinen falschen Brüsten entfernt wurde. In Deutschland wurde die Folge bisher nicht gesendet. Weitere Folgen der ersten Staffeln wurden kontrovers betrachtet und teils aus dem Ausstrahlungsplan entfernt.
In den darauffolgenden Staffeln wurden gelegentlich weitere Episoden, aufgrund von Kontroversen, Naturkatastrophen und redaktionellen Entscheidungen, in Japan und/oder USA verschoben bzw. übersprungen, weshalb diese nie auf Deutsch erschienen.

## Kinofilme
Am 18. Juli 1998 feierte der erste Kinofilm zur Fernsehserie seine Premiere in den japanischen Kinos. Der Film handelt von dem bösartigen, geklonten Pokémon Mewtu, das einige Pokémon-Trainer – darunter auch Ash, Misty und Rocko – sowie das seltene Pokémon Mew, von dem es geklont wurde, auf seine Insel einlädt. Mewtu will Mew in einem Kampf besiegen und die Pokémon der Trainer gegen Klone ersetzen. Der Film war ein großer kommerzieller Erfolg weltweit. Mit einem Einspielergebnis von 163,64 Millionen US-Dollar blieb er zwar knapp hinter Hayao Miyazakis Prinzessin Mononoke zurück, war aber der bis dahin zweiterfolgreichste japanische Film. In Deutschland, wo der Film am 13. April 2000 unter dem Titel Pokémon – Der Film: Mewtu gegen Mew startete, sahen ihn 3,22 Millionen Besucher, womit er in Deutschland zum sechsterfolgreichsten Film im Jahr 2000 wurde. Den Vertrieb außerhalb Asiens übernahmen die Warner-Bros.-Studios, die eine gekürzte Fassung des Films in die Kinos brachten. Die Vorgeschichte, die eine Freundschaft Mewtus mit einem kleinen Mädchen und den Grund für seine Boshaftigkeit zeigt, wurde außerhalb Asiens aus dem Film herausgeschnitten.
Wegen des immensen Erfolgs der Fernsehserie und des ersten Kinofilms entschied man sich, jedes Jahr einen weiteren Film zu produzieren. Die Filme sollten möglichst mit der Handlung der Fernsehserie übereinstimmen und ein legendäres bzw. seltenes Pokémon thematisieren. Der zweite Film, Pokémon 2 – Die Macht des Einzelnen, behandelt gleich mehrere solcher Pokémon. Neben den drei legendären Vogel-Pokémon Arktos, Zapdos und Lavados hat auch das weiße Flug-Pokémon Lugia einen Auftritt im zweiten Film, der von der Verhinderung des Weltuntergangs erzählt. Der zweite Film erschien in Japan am 17. Juli 1999. In Deutschland kam er am 21. Dezember 2000 in die Kinos und war mit 1,84 Millionen Besuchern und einem weltweiten Einspielergebnis von 133,95 Millionen US-Dollar ebenfalls ein kommerzieller Erfolg.
Deutlich weniger erfolgreich war der dritte Film. Die Premiere dazu fand am 8. Juli 2000 in den japanischen Kinos statt und hatte am 21. Juni 2001 als Pokémon 3 – Im Bann des Unbekannten seinen deutschen Kinostart. Er lockte nur mehr 704.763 Besucher in die Kinos, während das internationale Einspielergebnis von 68,11 Millionen US-Dollar nur knapp mehr als die Hälfte des Einspielergebnisses des zweiten Films beträgt. Auf DVD ist der Film, der unter anderem den ersten Anime-Auftritt des legendären Pokémon Entei enthält, in Deutschland als Im Bann der Icognito erschienen.
Der vierte Film, der in Japan am 7. Juli 2001 und in den USA im Oktober 2002 in die Kinos kam, spielte weltweit nur mehr 28,02 Millionen US-Dollar ein. Einen deutschen Kinostart hatte der Film über das Pokémon Celebi, das ähnlich selten wie Mew ist, nicht. Allerdings wurde er im August 2003 als Pokémon 4 – Die zeitlose Begegnung auf DVD und VHS veröffentlicht.
Eine DVD zum fünften Film, der in Japan am 13. Juli 2002 seinen Kinostart hatte, folgte im Mai 2004 unter dem Titel Pokémon Heroes – Der Film.
Der sechste Film, Pokémon 6 – Jirachi: Wishmaker, über das legendäre Pokémon Jirachi, kam am 19. Juli 2003 in die japanischen Kinos und wurde am 14. Mai 2007 in Deutschland auf DVD veröffentlicht.
In Japan hatte der siebte Film, Pokémon 7 – Destiny Deoxys, welcher am 17. Juli 2004 erschien und ein Abenteuer der Hauptfiguren mit dem seltenen Pokémon Deoxys behandelt, ein Einspielergebnis von 34 Millionen US-Dollar. In Deutschland kam der Film am 3. September 2007 auf DVD heraus.
Der achte Film, Pokémon 8 – Lucario und das Geheimnis von Mew, erschien in Japan am 16. Juli 2005. Dieser hatte ein Einspielergebnis von 4,18 Milliarden Yen (ungefähr 29,34 Millionen Euro). Der achte Film wurde am 6. Dezember 2007 auf RTL II ausgestrahlt. Allerdings wurde dieser zu zwei Episoden zusammengeschnitten, um mehr Werbung zeigen zu können. Dabei wurden Opening und Ending komplett rausgeschnitten, Szenen wurden entfernt und Dialoge geändert.
Am 15. Juli 2006 startete der neunte Film, Pokémon 9 – Pokémon Ranger und der Tempel des Meeres, in den japanischen Kinos. In Deutschland war er am 10. Juli 2008 ebenfalls in zwei Teilen auf RTL II zu sehen.
Der Film Pokémon 10 – Der Aufstieg von Darkrai erschien am 14. Juli 2007 und war in dem Jahr der erfolgreichste Animefilm in den japanischen Kinos. Er spielte 5,02 Mrd. Yen (47 Mio. Dollar) ein. In Deutschland wurde er erstmals am 12. Dezember 2008 auf RTL II ausgestrahlt. Beim zehnten Film wurde nur das Ending herausgeschnitten, ansonsten wurde der Film nicht verändert.
Am 19. Juli 2008 folgte in Japan der elfte Film. Dieser bezieht sich – wie auch der zwölfte Film – auf den zehnten Film. In Deutschland wurde der elfte Film erstmals am 9. April 2009 unter dem Titel Pokémon 11 – Giratina und der Himmelsritter auf RTL II ausgestrahlt.
Ein zwölfter Film ist in Japan am 18. Juli 2009 in den Kinos erschienen. In den USA war er erstmals am 20. November 2009 im Free-TV zu sehen. In Deutschland wurde der Film im Free-TV erstmals am 1. April 2010 unter dem Namen Pokémon 12 – Arceus und das Juwel des Lebens auf RTL II ausgestrahlt.
Der 13. Film erschien in Japan am 10. Juli 2010, während die US-Premiere am 5. Februar 2011 im Fernsehen auf Cartoon Network stattfand. In Deutschland wurde der Film im Free-TV erstmals am 21. April 2011 unter dem Titel Pokémon 13 – Zoroark: Meister der Illusionen auf RTL II gezeigt. Eine DVD zum Film erschien am 26. Mai 2011. Damit zählt er zum ersten Film, der sowohl im Fernsehen gezeigt als auch auf DVD veröffentlicht wurde.
Der 14. Film existiert in zwei Versionen, beide Versionen waren ab dem 16. Juli 2011 in den japanischen Kinos zu sehen. In den USA wurde eine Version ausschließlich am 3. und 4. Dezember 2011 in ausgewählten Kinos gezeigt, während die andere Version am 10. Dezember 2011 im Fernsehen lief. Die Free-TV-Premiere in Deutschland folgte am 8. und 15. April 2012 als RTL II die Filme unter dem Titel Pokémon – Der Film: Schwarz – Victini und Reshiram und Pokémon – Der Film: Weiß – Victini und Zekrom jeweils in zwei Teilen zeigte. Die beiden Filme erschienen am 16. August 2012 gemeinsam auf einer DVD.
Am 14. Juli 2012 erschien in Japan der 15. Film. In Deutschland wurde er unter dem Titel Pokémon – Der Film: Kyurem gegen den Ritter der Redlichkeit erstmals am 23. Februar 2013 auf dem Pay-TV-Sender Disney XD ausgestrahlt. Die DVD zum Film erschien am 29. August 2013 in Deutschland. Die Free-TV-Premiere erfolgte am 25. Oktober 2014 auf ProSieben Maxx.
Der 16. Film erschien am 13. Juli 2013 in den japanischen Kinos. Die deutschsprachige Erstausstrahlung erfolgte am 19. Oktober 2013 unter dem Titel Pokémon – Der Film: Genesect und die wiedererwachte Legende auf dem Free-TV-Sender ProSieben Maxx. Am 4. Juni 2015 wurde der Film auf DVD veröffentlicht.
Am 19. Juli 2014 erschien in Japan der 17. Film. Die deutschsprachige Erstausstrahlung sendete der Pay-TV-Sender Disney XD unter dem Titel Pokémon – Der Film: Diancie und der Kokon der Zerstörung am 1. Mai 2015. Die DVD-Veröffentlichung folgte am 4. Juni 2015. Die Free-TV-Premiere sendete Nick am 18. Juli 2015.
Ein 18. Film ist am 18. Juli 2015 in den japanischen Kinos erschienen. Die deutschsprachige Erstausstrahlung war am 22. März 2016 unter dem Titel Pokémon – Der Film: Hoopa und der Kampf der Geschichte auf dem Free-TV-Sender Nick zu sehen.
Der 19. Film erschien am 16. Juli 2016 in den japanischen Kinos. Die deutschsprachige Erstausstrahlung des Films sendeten der österreichische und Schweizer Ableger des Free-TV-Senders Nick am 19. November 2016 unter dem Titel Pokémon – Der Film: Volcanion und das mechanische Wunderwerk. In Deutschland wurde der Film am 20. November 2016 auf Nick erstausgestrahlt.
Am 15. Juli 2017 erschien in Japan der 20. Film. In Deutschland ist der Film am 5. und 6. November 2017 als Pokémon – Der Film: Du bist dran! in ausgewählten Kinos erschienen. Somit ist dies der erste Pokémon-Film seit dem Dritten der in den deutschen Kinos gezeigt wurde. Der Film erzählt Ashs ursprüngliche Reise durch die Kanto-Region neu, anlässlich des 20-jährigen Jubiläums der Serie. Die Free-TV-Premiere zeigte Nick am 10. Dezember 2017.
Der 21. Film erschien in Japan am 13. Juli 2018. Unter dem Titel Pokémon – Der Film: Die Macht in uns ist die deutschsprachige Fassung am 9. Dezember 2018 auf Prime Video, Google Play und im iTunes Store erschienen, noch vor der geplanten Erstausstrahlung auf Super RTL am 23. Dezember 2018. Der Film schließt an die Erzählweise des vorherigen Teils an.
Am 12. Juli 2019 erschien der 22. Film in den japanischen Kinos. Hierbei handelt es sich um ein CGI-Remake des ersten Films, Mewtu gegen Mew. Der Film, welcher im Deutschen den Titel Pokémon: Mewtu schlägt zurück – Evolution trägt, erschien weltweit am 27. Februar 2020 auf Netflix.
Der 23. Film setzt die Handlung des 21. Films fort und erschien in Japan am 25. Dezember 2020, nachdem die ursprüngliche Veröffentlichung am 10. Juli 2020 aufgrund der COVID-19-Pandemie in Japan verschoben wurde. Die deutschsprachige Fassung wurde am 8. Oktober 2021 unter dem Titel Pokémon – Der Film: Geheimnisse des Dschungels auf Netflix veröffentlicht.

## Spezial-Episoden und -Filme
Im Laufe der Jahre entstanden mehrere Spezial-Episoden und -Filme, die meist nicht die eigentliche Handlung der Fernsehserie weiterführten, sondern eigenständige Geschichten erzählen, oft ohne die Hauptfiguren der Fernsehserie.
Besondere Anerkennung finden die ungefähr 20-minütigen Vorfilme, die vor dem eigentlichen Film in den Kinos gezeigt werden. Im Vorfilm zu Pokémon – Der Film, Pikachus Ferien, setzen Ash, Misty und Rocko ihren Pokémon für eine Weile in einem Pokémon-Freizeitpark ab, wo diese Wettstreite mit anderen Pokémon veranstalten und schließlich das Konkurrenzdenken aufgeben, um Ashs Glurak aus einem Rohr befreien, in dem es feststeckt. Ebenfalls ausschließlich Pokémon als Hauptfiguren haben die anderen Vorfilme, Pikachu – Die Rettung zum zweiten Film, Pikachu und Pichu zum dritten Film, Pikachu’s PikaBoo zum vierten Film, Camp Pikachu zum fünften Film sowie Gotta Dance! zum sechsten Film. Ab dem siebten Film gab es keine Vorfilme mehr zu den Kinofilmen. Weitere Pikachu-Kurzfilme und ähnliche Specials gibt es aber weiterhin.
Als Special wurde in Japan am 30. Dezember 2000 der Film Pokémon – Mewtu kehrt zurück ausgestrahlt, der eine Art Fortsetzung zum ersten Kinofilm darstellt. Darin findet Giovanni, der Anführer von Team Rocket und früherer Besitzer von Mewtu, das geklonte Pokémon irgendwo in den Bergen und versucht mit gewaltsamen Mitteln, es wiederzubekommen. Ash und seine Freunde verhindern dies aber letztendlich. Dieses Special erschien in Deutschland am 18. Juli 2002 auf DVD und VHS.
Ab der zweiten Fernsehserie wurden im japanischen Fernsehen regelmäßig 20-minütige Spezial-Episoden ausgestrahlt, die das Leben von Charakteren der Fernsehserie zeigen, die in der eigentlichen Handlung nicht mehr oder selten auftreten. Diese bilden einen großen Teil der Episoden der englischen Serie Pokémon Chronicles. Dazu kommt noch das in Japan zu Weihnachten ausgestrahlte Special, ポケットモンスタークリスタル・ライコウ雷の伝説, in dem die beiden Protagonisten aus dem Game-Boy-Spiel Pokémon Kristall die Hauptrolle übernehmen. Im deutschen Fernsehen wurden diese Episoden jedoch nicht ausgestrahlt.
Die beiden Episoden der ersten Staffel Rossanas Odyssee, die später wegen Rassismusvorwürfen im US-amerikanischen Fernsehen nicht mehr ausgestrahlt wurde, und Verirrt im Schneesturm werden manchmal von Fans auch als Spezial-Episoden gezählt. Eigentlich waren sie als Folgen 39 und 40 geplant, wegen des Vorfalls mit Folge 38, Dennō Senshi Porigon (でんおうせんしポリゴン), wurden aber erst als Folge 65 und 66 zwischen Vertauschte Rollen und Ewige Rivalen ausgestrahlt. Dies führte zur Verwirrung der Zuschauer, da sich Ashs Glumanda in Angriff der Kokoweis zu Glutexo entwickelte, doch in Rossanas Odyssee und in Verirrt im Schneesturm Glumanda ist.
Zur Diamond-&-Pearl-Serie entstanden die zwei Spezial-Episoden, ヒカリ・新たなる旅立ち! und ニビジム・史上最大の危機!. Die beiden Folgen berichten jeweils über eine Geschichte von Lucia und Rocko, die sich nach der Sinnoh-Reise mit Ash abspielen. Sie wurden in Japan am 3. Februar 2011 als Doppelfolge gesendet. Auch zu Best Wishes! entstanden Spezial-Episoden über eine Geschichte von Benny und Lilia nach ihrer Reise mit Ash. Die Episode über Benny mit dem Titel デントとタケシ! ギャラドスのげきりん!! wurde am 3. Oktober 2013 ausgestrahlt, die Episode über Lilia mit dem Titel アイリスVSイブキ! ドラゴンマスターへの道!! am 27. März 2014. Außerhalb Japans wurden diese Specials bisher noch nicht ausgestrahlt.
Als Promotion für die Mystery-Dungeon-Spiele wurden außerdem drei weitere 20-minütige Specials ausgestrahlt, in welchen Pokémon die Hauptrolle übernehmen und anders als in der Serie nicht mit Pokémon-Lauten, sondern in menschlicher Sprache sprechen.
Zwischen April 2014 und Oktober 2015 entstanden in Japan zur XY-Serie vier sogenannte „Mega-Entwicklungs-Specials“. Davon ist die erste Episode als Mega-Entwicklung – Sonderfolge I am 1. Dezember 2014 auf ProSieben Maxx ausgestrahlt worden. Die restlichen Episoden erschienen in Deutschland lediglich auf dem Kanal der offiziellen Pokémon-Webseite. Der Hauptcharakter dieser Episoden, Alain, taucht auch später im Hauptanime gegen Ende von XY auf.

## Synchronisation
Für die Synchronisation des Pokémon-Animes war bis zur 17. Staffel das Münchner Studio FFF Grupe verantwortlich. Seit der 18. Staffel findet die Synchronisation bei der SDI Media Germany GmbH in München statt, welche schon ab der elften Staffel die Produktion der deutschen Titellieder und -einblendungen übernahm.
Die Dialogbücher der Serie verfassten unter anderem Bodo Grupe, Daniela Arden, Karin Diers-Grupe, Astrid Plenk und Gudrun Hein. Bodo Grupe und Daniela Arden führten auch neben Nicola Grupe-Arnoldi, Bettina Kenter und Marcus Willi-Parello die Dialogregie.
Die beiden Filme Pokémon 6 – Jirachi: Wishmaker und Pokémon 7 – Destiny Deoxys wurden von dem Label Universum Anime lizenziert, dadurch kam es zu einer Umbesetzung der Rollen von Maike und Max. Der zehnte Film wurde in Berlin von dem Synchronstudio Blackbird Music vertont.

### Bis Staffel 25

#### Hauptcharaktere
| Rolle (Deutsch) | Rolle (Japanisch) | Synchronsprecher (Japanisch)                                   | Synchronsprecher (Deutsch) |
| --------------- | ----------------- | -------------------------------------------------------------- | --- |
| Ash Ketchum     | Satoshi           | Rica Matsumoto                                                 | Caroline Combrinck (Staffel 1–3 & 12–19 / Film 1–3 & 12–18) Veronika Neugebauer (Staffel 4–11 / Film 4–11) Felix Mayer (ab Staffel 20 / ab Film 19)                                                                          |
| Misty           | Kasumi            | Mayumi Iizuka                                                  | Angela Wiederhut |
| Rocko           | Takeshi           | Yūji Ueda                                                      | Marc Stachel |
| Tracey Sketchit | Kenji             | Tomokazu Seki                                                  | Dirk Meyer Roman Wolko (Folge 275) Tim Schwarzmaier (Folge 468) |
| Maike           | Haruka            | Kaori Suzuki                                                   | Nicola Grupe-Arnoldi Stephanie Kellner (Film 6 & 7) |
| Max             | Masato            | Fushigi Yamada                                                 | Ute Bronder Solveig Duda (Film 6 & 7) |
| Lucia           | Hikari            | Megumi Toyoguchi                                               | Jana Schölermann |
| Lilia           | Airisu            | Aoi Yūki                                                       | Marieke Oeffinger (Staffel 14–16) Laura Maire (Staffel 24–25) |
| Benny           | Dento             | Mamoru Miyano                                                  | Tim Schwarzmaier Maximilian Belle (Staffel 25) |
| Serena          | Serena            | Mayuki Makiguchi                                               | Gabrielle Pietermann |
| Citro           | Shitoron          | Yūki Kaji                                                      | Tobias Kern (Staffel 17–19) Manuel Grabowski (Staffel 25) |
| Heureka         | Yurīka            | Mariya Ise Mika Kanai (Folge 888–901)                          | Shandra Schadt |
| Tracy           | Suiren            | Hitomi Kikuchi                                                 | Patricia Strasburger |
| Lilly           | Rīrie             | Kei Shindō                                                     | Katharina Iacobescu (Staffel 20–22) Angelina Markiefka (Staffel 25) |
| Chrys           | Māmane            | Fumiko Takekuma                                                | Beate Pfeiffer |
| Maho            | Mao               | Reina Ueda                                                     | Regina Beckhaus |
| Kiawe           | Kaki              | Kaito Ishikawa                                                 | Dirk Meyer |
| Goh             | Gō                | Daiki Yamashita                                                | Tobias John von Freyend |
| Jessie          | Musashi           | Megumi Hayashibara Akiko Hiramatsu (Folge 361–368)             | Scarlet Cavadenti Claudia Lössl (Film 4–7 & 10) Anke Korte (Folge 1074–1081) |
| James           | Kojirō            | Shin’ichirō Miki                                               | Matthias Klie |
| Erzähler        | Narēshon          | Unshō Ishizuka (bis Folge 1032) Kenyu Horiuchi (ab Folge 1036) | Michael Schwarzmaier (Staffel 1–14 / Film 8, 9 & 11–13) Jürgen Jung (Film 1) Frank Schaff (Film 2–4) Michael Förster (Film 5) Mike Carl (Film 6 & 7) Jürgen Kluckert (Film 10) Manfred Trilling (ab Staffel 15 / ab Film 14) |

#### Nebencharaktere
| Rolle (Deutsch)   | Rolle (Japanisch)     | Synchronsprecher (Japanisch) | Synchronsprecher (Deutsch) |
| ----------------- | --------------------- | --- | --- |
| Schwester Joy     | Jōi                   | Ayako Shiraishi (Folge 2–231) Yuriko Yamaguchi (Folge 247–490 & 519–658) Kikuko Inoue (Folge 493–518) Chika Fujimura (Staffel 14–16) Chinatsu Akasaki (Staffel 17–19) Risa Shimizu (Staffel 20–22) Kei Shindō (ab Staffel 23) | Christine Stichler (Staffel 1–6 & 8) Melanie Manstein (Staffel 7 & 9) Tatjana Pokorny (Staffel 10–13) Silvia Mißbach (Film 10) Katharina Iacobescu (ab Staffel 14)                                                                                          |
| Officer Rocky     | Junsā                 | Chinami Nishimura (Staffel 1–13) Chiaki Takahashi (Staffel 14–16) Chiemi Ishimatsu (Staffel 17–19) Asami Seto (Staffel 20–22) Risa Shimizu (ab Staffel 23)                                                                    | Stefanie von Lerchenfeld (Staffel 1–6 & 8) Beate Pfeiffer (Staffel 7 & 9–13) Marieke Oeffinger (Folge 418) Sonja Reichelt (Folge 431) Solveig Duda (Staffel 14) Nina Kapust (Staffel 15 & 16) Angela Wiederhut (Staffel 17–23) Angela Quast (Staffel 24–25) |
| Delia Ketchum     | Hanako                | Masami Toyoshima | Marion Hartmann (Staffel 1–10, Folge 941 & 942) Kathrin Simon (Folge 606) Claudia Jacobacci (Staffel 14 & 16) Ulla Wagener (ab Folge 965) |
| Prof. Samuel Eich | Yukinari Ōkido-hakase | Unshō Ishizuka (bis Folge 989) Kenyu Horiuchi (ab Folge 1052) | Achim Geisler (Staffel 1–14) Gerd Meyer (Folge 388) Andreas Borcherding (Folge 560 & 573) Dieter Memel (Folge 706) Hans-Rainer Müller (Folge 768 & 942) Manfred Trilling (Folge 789) Walter von Hauff (ab Staffel 17)                                       |
| Gary Eich         | Shigeru Ōkido         | Yūko Kobayashi | Niko Macoulis |
| Richie            | Hiroshi               | Minami Takayama | Stephanie Kellner (Staffel 1) Ditte Schupp (Staffel 5) |
| Prof. Felina Ivy  | Uchikido-hakase       | Keiko Han | Dorothea Anzinger |
| Prof. Lind        | Utsugi-hakase         | Kazuhiko Inoue | Tobias Lelle Claus Brockmeyer (Folge 212) Wolfgang Schatz (Folge 270) |
| Casey             | Nanako                | Nīna Kumagaya | Natalie Löwenberg |
| Harrison          | Hadzuki               | Katsumi Toriumi | John-Alexander Döring |
| Prof. Birk        | Odamaki-hakase        | Fumihiko Tachiki | Christoph Jablonka |
| Drew              | Shū                   | Mitsuki Saiga | Max Felder |
| Vivian Meridian   | Vivian                | Yumi Takada | Claudia Schmidt |
| Harley            | Hārī                  | Jun’ichi Kanemaru | Johannes Raspe |
| Tyson             | Tetsuya               | Kenji Nojima | Clemens Ostermann |
| Lilian Meridian   | Lilian                | Akemi Okamura | Sonja Reichelt |
| Prof. Eibe        | Nanakamado-hakase     | Iemasa Kayumi | Reinhard Brock (Staffel 10–12) Claus Vester (Staffel 24) |
| Johanna           | Ayako                 | Makoto Tsumura | Daniela Arden (Staffel 10 & 11) Tatjana Pokorny (Staffel 12 & 13) |
| Marian            | Momoan                | Tomoko Kawakami (Staffel 10 & 11) Satsuki Yukino (Staffel 12 & 13) | Alexandra Ludwig |
| Paul              | Shinji                | Kiyotaka Furushima | Johannes Wolko Roman Wolko (Folge 623) |
| Zoey              | Nozomi                | Risa Hayamizu | Gabrielle Pietermann |
| Jägerin J         | Hantā J               | Takako Honda | Julia Haacke |
| Kenny             | Kengo                 | Yūko Mita | Claudia Schmidt Tobias John von Freyend (Staffel 12) |
| Cynthia           | Shirona               | Tomo Sakurai | Annina Jest (Staffel 10–15) Eva Petzenhauser (Staffel 24–25) |
| Barry             | Jun                   | Tatsuhisa Suzuki | Roman Wolko |
| Prof. Esche       | Araragi-hakase        | Naomi Shindō | Melanie Manstein |
| Diaz              | Shūtī                 | Akeno Watanabe | Henry Engels |
| Don George        | Don Jōji              | Hisao Egawa | Gerhard Jilka |
| Bell              | Beru                  | Shizuka Itō | Barbara Schiller |
| Tramina           | Kaberune              | Ikumi Hayama | Shandra Schadt (Folge 678) Nicola Grupe-Arnoldi |
| Stefan            | Keniyan               | Tomohiro Waki | Roman Wolko |
| Georgina          | Rangurī               | Misato Fukuen | Shandra Schadt |
| Carsten           | Kotetsu               | Kōki Uchiyama | Maximilian Belle |
| Prof. Platan      | Puratānu-hakase       | Hiroshi Tsuchida | Max Felder |
| Primula           | Saki                  | Hitomi Nabatame | Elisabeth von Koch |
| Meyer             | Rimōne                | Kensuke Satō | Alexander Brem |
| Sanpei            | Sanpei                | Yūko Sanpei | Maximilian Belle |
| Tierno            | Tieruno               | Anri Katsu | Henry Engels |
| Sannah            | Sana                  | Yurie Kobori | Anna Ewelina |
| Trovato           | Toroba                | Minami Fujii | Tobias John von Freyend |
| Monsieur Pierre   | Musshu Piēru          | Kenta Miyake | Marcantonio Moschettini |
| Sawyer            | Shōta                 | Ikue Ōtani | Tim Schwarzmaier (Folge 907–939) |
| Alain             | Aran                  | Kenshō Ono | Karim El Kammouchi |
| Prof. Kukui       | Kukui-hakase          | Keiichi Nakagawa | Oliver Scheffel |
| Heinrich Eich     | Nariya Ōkido          | Unshō Ishizuka (bis Folge 1029) Kenyu Horiuchi (ab Folge 1034) | Andreas Borcherding |
| Hala              | Hara                  | Nobuyuki Hiyama | Thomas Rauscher |
| Mali              | Hoshi                 | Ayano Shibuya | Leslie-Vanessa Lill |
| Gladio            | Gurajio               | Nobuhiko Okamoto | Max Felder |
| Mayla             | Raichi                | Miyuki Sawashiro | Jacqueline Belle |
| Prof. Burnett     | Bānetto-hakase        | Sachi Kokuryū | Ilena Gwisdalla |
| Samantha          | Ruzamīne              | Sayaka Kinoshita | Andrea Wick |
| Lola              | Aserora               | Sumire Morohoshi | Katharina von Daake |
| Yasu              | Kuchinashi            | Masaki Aizawa | Hans-Georg Panczak (Folge 1014–1056) Pascal Breuer (Folge 1072–1081) |
| Hapu’u            | Hapuu                 | Junko Takeuchi | Katharina von Daake |
| Prof. Kirsch      | Sakuragi-hakase       | Yūichi Nakamura | Martin Bonvicini (Staffel 23–24) Benjamin Mereis (Staffel 25) |
| Chloe             | Koharu                | Kana Hanazawa | Julia Bautz |
| René              | Renji                 | Noriaki Kanze | Leonard Rosemann |
| Delion            | Dande                 | Daisuke Ono | Mio Lechenmayr |
| Christin          | Kikuna                | Sayaka Senbongi | Janina Dietz |
| Sania             | Sonia                 | Marina Inoue | Zina Laus |
| Hu                | Tokio                 | Ayahi Takagaki | Maximilian Belle |
| Prof. Magnolica   | Magunoria-hakase      | Shōko Tsuda | Angelika Bender |
| Nezz              | Nezu                  | Daiki Yamashita | Peter Frerich |

### Ab Staffel 26
| Rolle (Deutsch) | Rolle (Japanisch) | Synchronsprecher (Japanisch) | Synchronsprecher (Deutsch) |
| --------------- | ----------------- | ---------------------------- | -------------------------- |
| Liko            | Riko              | Minori Suzuki                | Patricia Strasburger       |
| Rory            | Roi               | Yuka Terasaki                | Mio Lechenmayr             |
| Friedel         | Furīdo            | Taku Yashiro                 | Henry Engels               |
| Orla            | Orio              | Ayane Sakura                 | Janina Dietz               |
| Mollie          | Morī              | Kei Shindō                   | Anja Taborski              |
| Murdock         | Mādokku           | Kenta Miyake                 | Oliver Scheffel            |
| Ludlow          | Randō             | Ikkyū Juku                   | Kai Taschner               |
| Dot/Nidothing   | Dotto/Gurumin     | Yoshino Aoyama               | Anna Ewelina               |
| Amethio         | Amejio            | Shun Horie                   | Max Schira                 |
| Zirc            | Jiru              | Kohsuke Tanabe               | Manuel Scheuernstuhl       |
| Onia            | Conia             | Arisa Shida                  | Marcia von Rebay           |
| Diana           | Daiana            | Kiri Yoshizawa               | Inez Günther               |
| Hagen           | Hanberu           | Hironori Kondo               | Hans-Georg Panczak         |
| Spinel          | Supineru          | Makoto Furukawa              | René Oltmanns              |
| Gibeon          | Gibeon            | Show Hayami                  | Thomas Rauscher            |

### Pokémon
| Rolle (Deutsch) | Rolle (Japanisch) | Synchronsprecher (Japanisch)                                  | Synchronsprecher (Deutsch)                                           |
| --------------- | ----------------- | ------------------------------------------------------------- | -------------------------------------------------------------------- |
| Pikachu         | Pikachū           | Ikue Ōtani                                                    | Sabine Bohlmann (Erstausstrahlung von Folge 1–51 & 54–57) Ikue Ōtani |
| Mauzi           | Nyāsu             | Inuko Inuyama                                                 | Gerhard Acktun                                                       |
| Schiggy         | Zenigame          | Rikako Aikawa (Ashs) Tomoe Hanba (Maikes)                     | Klaus Münster                                                        |
| Smogmog         | Matadogasu        | Unshō Ishizuka                                                | Gerhard Jilka                                                        |
| Pummeluff       | Purin             | Mika Kanai                                                    | Mara Winzer                                                          |
| Togepi          | Togepī            | Satomi Kōrogi                                                 | Nicola Grupe-Arnoldi (Folge 50–107) Satomi Kōrogi                    |
| Karnimani       | Waninoko          | Chinami Nishimura                                             | Benedikt Weber                                                       |
| Feurigel        | Hinoarashi        | Yūji Ueda (Ashs) Kiyotaka Furushima (Lucias)                  | Simone Brahmann                                                      |
| Woingenau       | Sōnansu           | Yūji Ueda                                                     | Dominik Auer (Staffel 3–17) John-Alexander Döring (ab Staffel 18)    |
| Lorblatt        | Beirīfu           | Mika Kanai                                                    | Anke Kortemeier                                                      |
| Vipitis         | Habunēku          | Chie Satō                                                     | Gerd Meyer                                                           |
| Bamelin         | Buizeru           | Kiyotaka Furushima                                            | Hubertus von Lerchenfeld                                             |
| Plinfa          | Potchama          | Etsuko Kozakura                                               | Nicola Grupe-Arnoldi                                                 |
| Venuflibis      | Masukippa         | Daisuke Sakaguchi                                             | Gerhard Jilka                                                        |
| Haspiror        | Mimiroru          | Tomoko Kawakami (bis Folge 568) Satsuki Yukino (ab Folge 571) | Barbara Schiller                                                     |
| Milza           | Kibago            | Minami Tsuda                                                  | Farina Brock                                                         |
| Ottaro          | Mijumaru          | Misato Fukuen                                                 | Katharina Iacobescu                                                  |
| Vegimak         | Yanappu           | Chika Fujimura                                                | Julian Manuel                                                        |
| Zurrokex        | Zuruggu           | Akeno Watanabe                                                | Gerd Meyer                                                           |
| Emolga          | Emonga            | Mika Kanai                                                    | Jacqueline Belle                                                     |
| Ferkokel        | Chaobū            | Akeno Watanabe (Bells) Wasabi Mizuta (Ashs)                   | Gerhard Jilka                                                        |
| Dedenne         | Dedenne           | Megumi Satō                                                   | Elisabeth von Koch                                                   |
| Igamaro         | Harimaron         | Hitomi Nabatame                                               | Anke Kortemeier                                                      |
| Resladero       | Ruchaburu         | Shin’ichirō Miki                                              | Claus Brockmeyer (ab Staffel 18)                                     |
| Rutena          | Tērunā            | Megumi Hayashibara                                            | Lea Kalbhenn                                                         |
| Viscogon        | Numerugon         | Yūji Ueda                                                     | Daniela Arden                                                        |
| Pumpdjinn       | Panpujin          | Miyako Itō                                                    | Lea Kalbhenn                                                         |
| Blobby          | Puni-chan         | Yūki Kaji                                                     | Marc Rosenberg                                                       |
| Feelinara       | Ninfia            | Mika Kanai                                                    | Daniela Arden                                                        |
| Rotom-Dex       | Rotomu Zukan      | Daisuke Namikawa                                              | Felix Auer                                                           |
| Mimigma         | Mimikkyu          | Daisuke Namikawa                                              | Patricia Strasburger                                                 |
| Frubaila        | Amamaiko          | Chika Fujimura                                                | Leslie-Vanessa Lill                                                  |
| Chimpep         | Sarunori          | Hana Takeda                                                   | Arne Hörmann                                                         |
| Intelleon       | Intereon          | Shogo Sakata                                                  | Manuel Scheuernstuhl                                                 |
| Felori          | Nyaoha            | Megumi Hayashibara                                            | Bettina Zech                                                         |
| Krokel          | Hogēta            | Daiki Yamashita                                               | Gerd Meyer                                                           |

## Musik
In der westlichen Welt werden nicht die original-japanischen Titellieder verwendet, sondern spezielle englische Titellieder (beziehungsweise Übersetzungen der englischen Titellieder), die von dem US-Amerikaner John Loeffler komponiert wurden. Allein das englische Titellied der ersten Staffel wurde in 17 Sprachen übersetzt. Japan, Südkorea und China haben jeweils ihre eigenen Titellieder, die nicht auf den Kompositionen von Loeffler basieren. Italien besitzt zwei verschiedene Titellieder, die originale Version mit der Komposition von Loeffler und eine Fernsehversion, die eigenständig komponiert wurde. Die originale Version wurde nie offiziell bei den Episoden verwendet. Für die deutschen Übersetzungen der Lieder sind Andy Knote und Ralf Vornberger zuständig. Mit Ausnahme der dritten Staffel sang Noel Pix bis zur zehnten Staffel die deutschen Titellieder der Serie. Das Lied zur dritten Staffel sang Julian Feifel, während Pix in der zehnten Staffel noch Unterstützung von Alexander „Alexx W“ Wesselsky bekam. Das Titellied zum Kinofilm Pokémon 10 – Der Aufstieg von Darkrai, welcher auch das Titellied zur elften Staffel ist, sang Tom Luca. Die Titellieder zur elften und zwölften Staffel sang Tina Hänsch. Den zur 13. Staffel sang wiederum Tom Luca. Das Lied zur 14. Staffel wurde im Duett zwischen Tina Hänsch und Henrik Ilgner gesungen. Für die 15. Staffel wurde das Titellied ebenfalls im Duett gesungen, diesmal von Tina Hänsch und Tom Luca. Das Titellied zur 16. Staffel wurde im Duett von Ralf Vornberger und Luisa Wietzorek gesungen. Das Lied zur 17. Staffel, welches eine Neuauflage des ersten Titelliedes ist, wurde von Tom Luca gesungen. Das Titellied zur 18. Staffel sang Michael Keller. Das Lied zur 19. Staffel wurde im Duett von Henrik Ilgner und Achim Götz gesungen. Auch das Titellied zur 20. Staffel wurde im Duett gesungen, hier von Lin Gothoni und Achim Götz. Das Lied zur 21. Staffel wurde wieder von Achim Götz diesmal im Duett mit Eva Thärichen gesungen. Für die 22. Staffel wurde das Titellied erstmals im Quartett von Tom Luca, Eva Thärichen, Joachim Götz und Saskia Tanfal gesungen. Der Titelsong der 23. Staffel wurde im Duett von Chiara Tanfal und Martin Goldenbaum gesungen. Das Lied zur 24. Staffel wurde ebenfalls im Duett, diesmal von Saskia und Chiara Tanfal, gesungen. Den Titelsong zur 25. Staffel sang Anna Hilbert. Für die letzten elf Sonderfolgen der 25. Staffel wurde erneut eine Neuauflage des ersten Titelliedes verwendet. Hierfür wurde eine Kurzversion der Neuauflage aus dem 20. Film genommen, die von Serkan Kaya gesungen und durch Carina Böhmer gesanglich unterstützt wurde. Den Titelsong der 26. Staffel sang Elli Mücke, nach einem Text von Saskia Tanfal.
RTL II beauftragte Andy Knote damit, ein Album für die Pokémon-Fernsehserie zu produzieren. Als Vorlage diente das englischsprachige Album 2.B.A. Master. Das von Knote produzierte deutsche Album trug den Titel Schnapp’ sie dir alle! und verkaufte sich 600.000-mal. Es erhielt dreimal Gold in Deutschland, einmal Platin in Österreich und einmal Platin in der Schweiz. Die erste und einzige ausgekoppelte Single In der Dunkelheit der Nacht – gesungen von Barbara Schiller – schaffte den Einstieg in die Ö3 Austria Top 40. Auch das Titellied zur zweiten Staffel konnte ein kleiner Hit im deutschsprachigen Raum werden.
| Nr. | Deutsches Titellied                          | Englisches Titellied                        | Japanisches Titellied                                     |
| --- | -------------------------------------------- | ------------------------------------------- | --------------------------------------------------------- |
| 1   | Pokémon Thema (Komm schnapp’ sie dir)        | Pokémon Theme                               | Mezase Pokemon Masutā                                     |
| 2   | Pokémon Welt                                 | Pokémon World                               | Raibaru!                                                  |
| 3   | Pokémon Johto                                | Pokémon Johto                               | OK!                                                       |
| 4   | Wir sind die Gewinner                        | Born to Be a Winner                         | OK! / Mezase Pokemon Masutā (Whiteberry Version)          |
| 5   | Ich glaub daran                              | Believe in Me                               | Mezase Pokemon Masutā (Whiteberry Version) / Ready Go!    |
| 6   | Ich will ein Held sein                       | I Wanna Be a Hero                           | Adobansu Adobenchā                                        |
| 7   | Unser Traum                                  | This Dream                                  | Adobansu Adobenchā / Charenjā!!                           |
| 8   | Wir werden Sieger sein                       | Unbeatable                                  | Charenjā!! / Pokemon Shinfonikku Medorē / Batoru Furontia |
| 9   | Über Grenzen gehen                           | Battle Frontier                             | Batoru Furontia / Supāto!                                 |
| 10  | Diamond and Pearl                            | Diamond and Pearl                           | Together                                                  |
| 11  | Dann sind wir Helden                         | We Will Be Heroes                           | Together / Hai Tatchi!                                    |
| 12  | Komm, steh fürs Gute ein                     | Battle Cry (Stand Up!)                      | Hai Tatchi!                                               |
| 13  | Was bleibt, sind du und ich                  | We Will Carry On!                           | Saikō – Eburidei!                                         |
| 14  | Die Reise beginnt                            | Black and White                             | Besutō Isshu!                                             |
| 15  | Weil das Schicksal es so will                | Rival Destinies                             | Besutō Isshu! / Yajirushi ni Natte!                       |
| 16  | Was bleibt, sind du und ich                  | It’s Always You and Me                      | Yajirushi ni Natte! / Natsumeku Sakamichi                 |
| 17  | Pokémon Thema (Version XY)                   | Pokémon Theme (Version XY)                  | V (Boruto)                                                |
| 18  | Sei ein Held                                 | Be a Hero                                   | V (Boruto) / Getta Banban                                 |
| 19  | Ich bin stark                                | Stand Tall                                  | XY&Z                                                      |
| 20  | Alola ist wunderschön                        | Under the Alolan Sun                        | Arōra!! / Mezase Pokemon Masutā -20th Anivu~āsarī-        |
| 21  | Unter dem Alola-Mond                         | Under the Alolan Moon                       | Arōra!! / Mirai Konekushon / Kimi no Bōken                |
| 22  | Wir werden siegen                            | The Challenge of Life                       | Kimi no Bōken                                             |
| 23  | Die Reise startet hier                       | The Journey Starts Today                    | １・２・３                                                |
| 24  | Auf Reisen in dein Herz                      | Journey to Your Heart                       | １・２・３                                                |
| 25  | Mit dirPokémon Thema (Komm schnapp’ sie dir) | With YouPokémon Theme (Gotta Catch ’em All) | １・２・３Mezase Pokemon Masutā -with my friends-         |
| 26  | Ich erkenne mich                             | Becoming Me                                 | Dokimeki Daiarī                                           |

## Miniserien
Zusätzlich zu dem Hauptanime werden seit 2013 diverse Miniserien für den offiziellen YouTube-Kanal der Pokémon Company produziert. Die erste dieser Miniserien Pokémon Origins (japanisch: ポケットモンスター THE ORIGIN, Poketto Monsutā THE ORIGIN; Pocket Monsters THE ORIGIN), welche sich mit der ersten Spielgeneration und den dazugehörigen Charakteren Rot und Blau (im Original Grün) befasst, wurde 2013 nicht nur auf dem YouTube-Kanal hochgeladen, sondern auch im japanischen Fernsehen gezeigt. Die zweite Miniserie Pokémon Generationen (jap.: ポケモンジェネレーションズ, Pokemon Jenerēshonzu; Pokémon Generations) befasst sich mit den ersten sechs Generationen, wobei jede Region nacheinander in drei von insgesamt 18 Folgen behandelt wird. Die dritte Serie Pokémon: Zwielichtschwingen (jap.: 薄明の翼, Hakumei no Tsubasa; Twilight Wings) basiert auf der siebten Spielgeneration und spielt dementsprechend in der Galar-Region. Drei Monate nach Abschluss wurde die 7-teilige Serie um eine Spezialfolge erweitert. Zwielichtschwingen ist bisher die einzige Miniserie ohne deutsche Synchronisation und wurde stattdessen lediglich auf Englisch mit deutschen Untertiteln veröffentlicht.
Produziert wurden die ersten beiden Miniserien von OLM und die dritte von Studio Colorido.
| Name                        | Jahr | Laufzeit         | Folgen | Erstveröffentlichung |
| --------------------------- | ---- | ---------------- | ------ | -------------------- |
| Pokémon Origins             | 2013 | ca. 22 Minuten   | 4      | TV Tokyo             |
| Pokémon Generationen        | 2016 | ca. 3–5 Minuten  | 18     | YouTube              |
| Pokémon: Zwielichtschwingen | 2020 | ca. 6–10 Minuten | 8      | YouTube              |

## Rezeption
Die Serie und ihre Film-Ableger waren und sind in Japan wie international ein Erfolg. So verkauften sich die Folgen auf Kaufmedien allein in Großbritannien hunderttausendfach, weltweit liegen die Verkaufszahlen bei mehreren Millionen. In den USA gehören mehrere der Kinofilme zu den erfolgreichsten japanischen Filmen in den US-Kinos, darunter an der Spitze Pokémon – Der Film, der hier 85,7 Millionen Dollar einspielte.
Besondere Aufmerksamkeit erhielt die Serie in Japan und auch international, als im Dezember 1997 die Folge Dennō Senshi Porigon mit schnell wechselndem Lichteffekt neurologische Reaktionen auslöste. 685 Zuschauer waren insgesamt betroffen, 150 erlitten einen epileptischen Anfall und zwei mussten über Nacht im Krankenhaus bleiben. Insgesamt wurde die Folge auf etwa 30 Millionen Geräten gesehen. Als Reaktion wurde die Serie für vier Monate abgesetzt und die japanische Fernsehbranche einigte sich auf Standards, um derartige Reaktionen der Zuschauer künftig zu verhindern. Zugleich erlebte Pokémon damit eine noch größere Bekanntheit in Japan und insbesondere im Ausland, wo der Anime in den folgenden Jahren in die Programme aufgenommen wurde. Der Skandal, so Jonathan Clements, könnte wesentlich zur schnellen Bekanntheit und zum internationalen Interesse an der Serie beigetragen haben.
Pokemon trug nicht nur wesentlich zum Wachstum der Anime-Fanszene außerhalb Japans bei, sondern zeigte auch das wirtschaftliche Potential des Mediums. Der Erfolg führte aber auch bei vielen Investoren zu dem Trugschluss, sie könnten leicht mit dem „nächsten Pokémon“ ähnliche Gewinne erwirtschaften, was in Teilen der Branche zu einer Spekulationsblase führte. Der Grund für den Erfolg der Animeserie Pokémon, so Jonathan Clements, liege wenig am Anime selbst und stattdessen vor allem in dessen Einbindung in ein unabhängig vom Anime sehr gut laufendes Franchise, das viele Medien überspannt.